# The City of Tears
The City of Tears è un film muto del 1918 diretto da Elsie Jane Wilson.

## Produzione
Il film fu prodotto dall'Universal Film Manufacturing Company (come Bluebird Photoplays). Venne girato con il titolo di lavorazione A Penny's Worth of Love negli Universal Studios, al 100 Universal City Plaza, di Universal City.

## Distribuzione
Distribuito dall'Universal Film Manufacturing Company, il film uscì nelle sale cinematografiche statunitensi il 29 giugno 1918.